# Plansee (Tirol)
Der Plansee liegt im Bezirk Reutte, Tirol, Österreich innerhalb der Ammergauer Alpen. Mit knapp 3 km² Fläche ist er der zweitgrößte natürliche See Tirols.

## Geographie
Der See liegt im Gebiet der Gemeinden Heiterwang, Reutte und Breitenwang rund 7 km Luftlinie südwestlich des Ammersattels. Er ist durch einen 1908 erbauten, etwa 300 m langen Kanal mit dem ursprünglich etwa 68 cm höher gelegenen Heiterwanger See verbunden, von dem er, neben den weiteren Zuflüssen Spießbach, Sacktalbach und Torsäulenbach, sein Wasser bezieht. Der Spießbach und der Sacktalbach münden im Südosten ein, der vom Ammersattel kommende Torsäulenbach am nordöstlichen Ende des Sees.
Im Nordwesten hat der Plansee einen Abfluss durch den sogenannten Kleinen Plansee und über den Archbach zum Lech. Er besitzt zwei Becken mit 77 und 72 m Tiefe auf einer Fläche von insgesamt 2,87 km² und ist damit der größte See im Außerfern.
Am Nordufer des Sees verläuft die über den Ammersattel führende Planseestraße (L 255) zwischen Reutte und Ettal bzw. Oberammergau.

## Geschichte

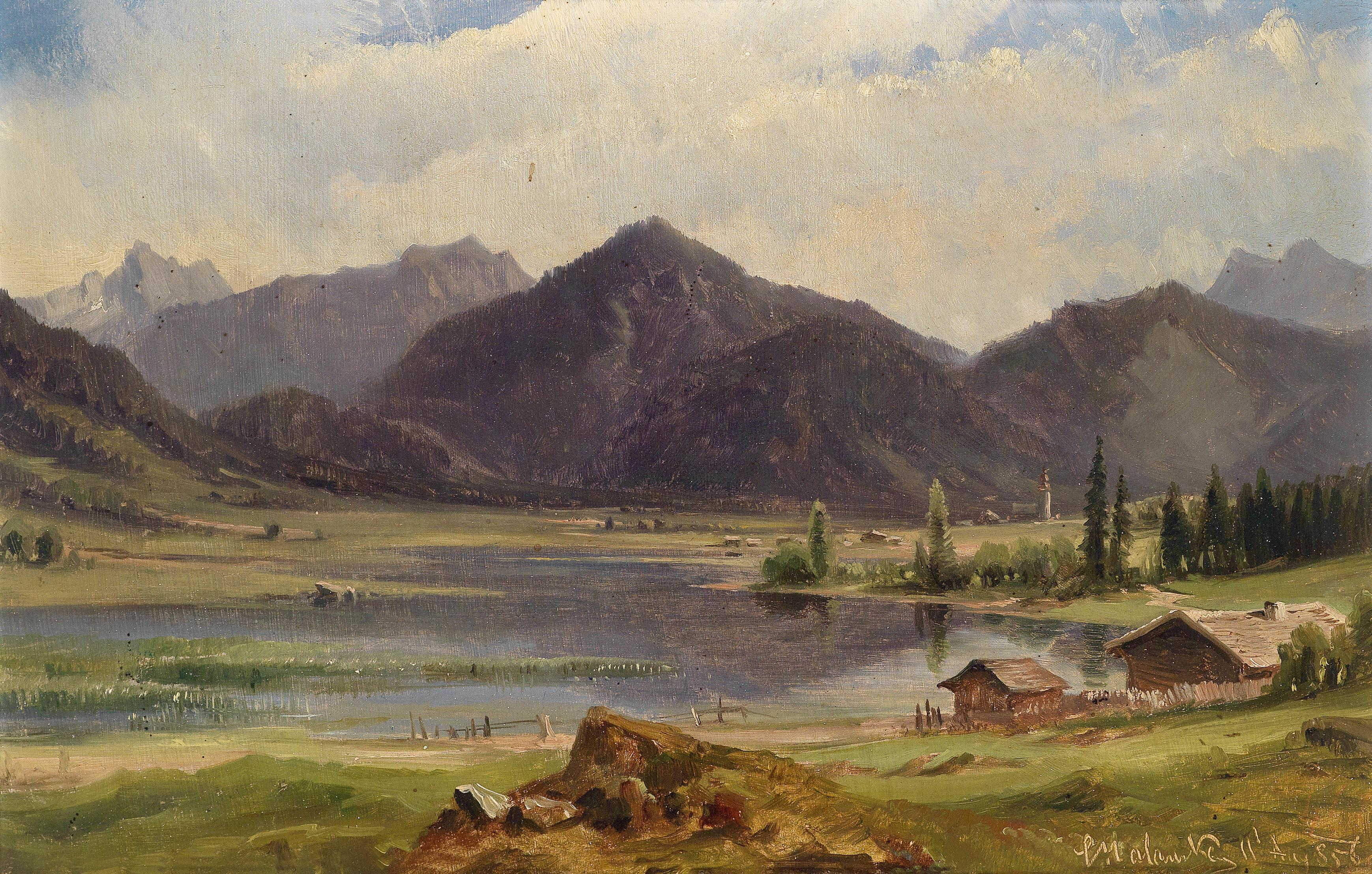
Ludwig Halauska: Der Plansee in Tirol, 1856

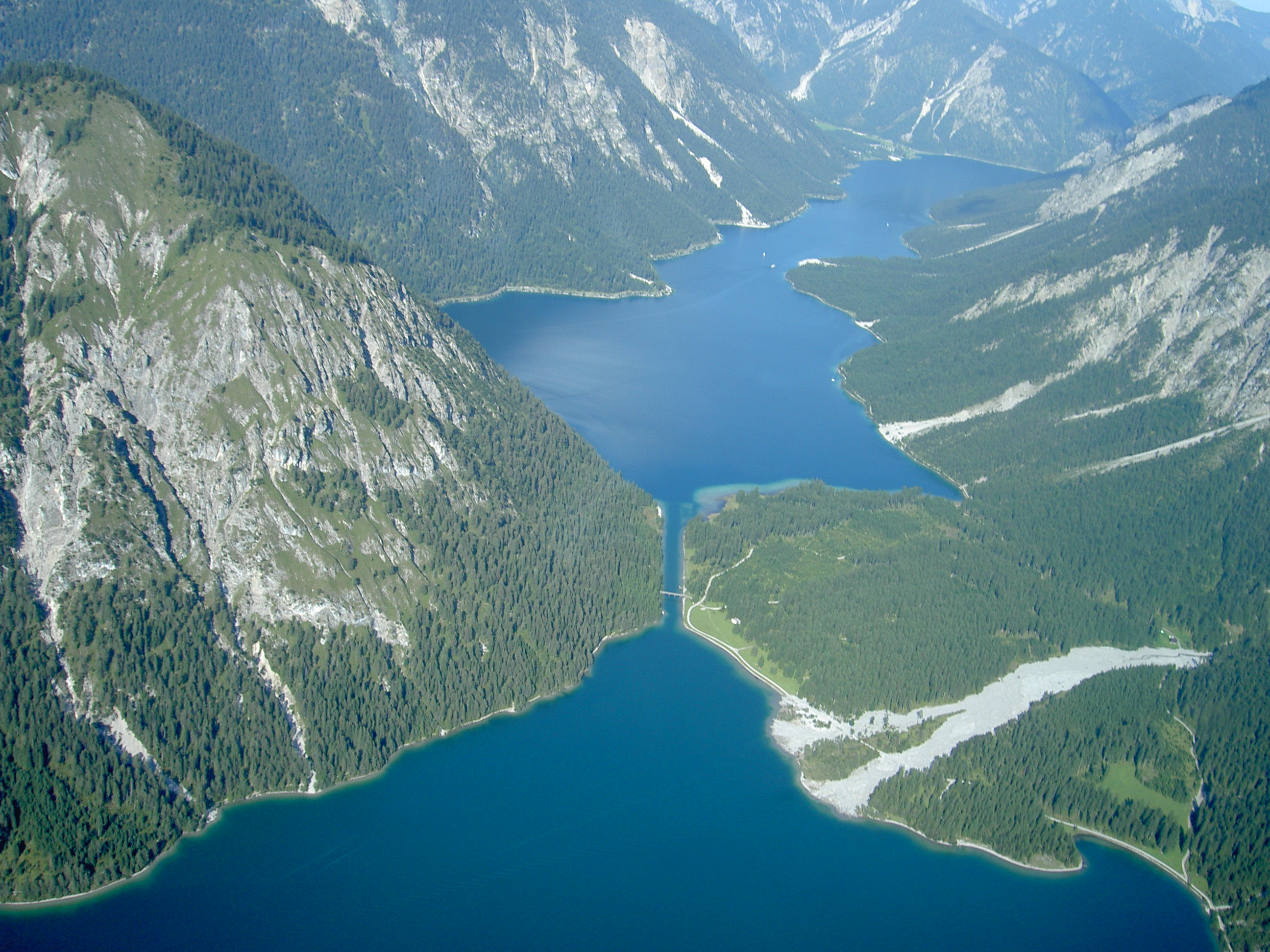
Heiterwanger See (vorne) und Plansee mit Verbindungskanal, Luftaufnahme von Südwesten

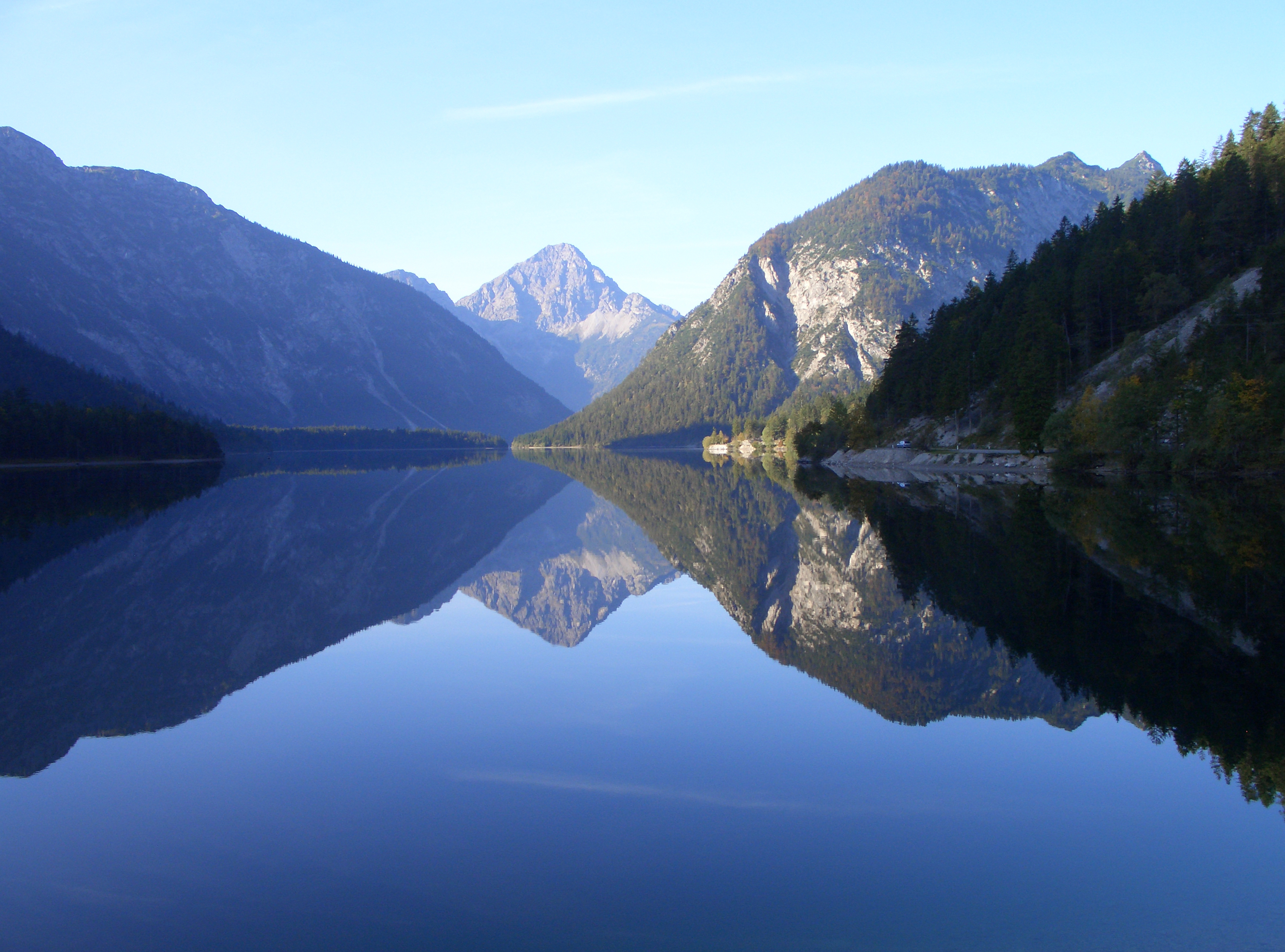
Blick von der Uferstraße zu Thaneller und Tauern

Plansee und Heiterwanger See sind vermutlich Reste eines eiszeitlichen Schmelzwasser-Stausees, der einst das gesamte Zwischentoren bis zum Ehrwalder Becken bedeckt hat.
Der See wird erstmals in einer Grenzbeschreibung des Bistums Freising aus den Jahren 1073/78 als Planse erwähnt, andere frühe Namensformen sind Please, Plense und Plase. Das Bestimmungswort Plan- bedeutete im Mittelhochdeutschen „Ebene“ und leitete sich vom lateinischen planus für „flach, eben“ ab.
Die Fischereirechte am Plansee hatten unter anderem die Tiroler Landesfürsten und das Kloster Steingaden inne, im 15. Jahrhundert durch Schenkung oder Erwerb das Stift Stams. Herzog Siegmund und sein Nachfolger, Kaiser Maximilian I. versuchten, die besten Fischgewässer des Landes in ihre Hand zu bekommen und ließen sich – wie den Achensee vom Kloster Georgenberg – den Plansee vom Stift Stams abtreten. Im Fischereibuch Maximilians von 1500 werden der Aiterwanger und der Plaan See bereits als zwei besonders wichtige Seen für das Jagd- und Fischereivergnügen des Landesfürsten beschrieben. Das Stift Stams bestand allerdings auf seinen Rechten und bekam ein beschränktes Fischereirecht zugestanden, das in einem Vertrag von 1631 durch Erzherzog Leopold V. bestätigt wurde.
Im Jahr 1902 wurde mit den Bauarbeiten des Kraftwerks Plansee begonnen, ein Jahr später erfolgte die Inbetriebnahme. Erweiterungspläne der Elektrizitätswerke Reutte (EWR) sahen wenige Jahre später die Verbindung des Plansees mit dem Heiterwanger See vor. Nach zweijähriger Bauzeit wurde im Jahr 1909 ein Verbindungskanal zwischen den beiden Seen eröffnet. Dank der durch Hermann Stern bewirkten größeren Stromerzeugung gelang es ihm 1922, Paul Schwarzkopf zur Gründung der Metallhütte Plansee zu bewegen. Im Jahr 1954 fanden Arbeiten zur Vertiefung des Kanals statt und der vormals ca. 70 cm höher gelegene Wasserspiegel des Heiterwanger Sees wurde auf das Niveau des Plansees abgesenkt. In dieser Zeit entstand auch eine Kanalbrücke für den Viehtrieb und für Fußgänger. Die Kanalbrücke aus den 1950er Jahren wurde im Jahr 2022 durch eine Neukonstruktion mit einer Spannweite von ca. 40 m ersetzt. Der Entfall von Brückenpfeilern im Kanalbett erleichtert die Passage für den Schiffsverkehr.

## Hydrologie
Das natürliche Einzugsgebiet des Plansees beträgt 115,5 km². Um die verfügbare Wassermenge für den Kraftwerksbetrieb zu erhöhen, wird Wasser aus dem Rotlech und einem seiner Zubringer dem Plansee zugeleitet, wodurch sich das Einzugsgebiet um 75,0 km² vergrößert. Der mittlere Abfluss beträgt 6,9 m³/s, die (theoretische) Wassererneuerungszeit 0,6 Jahre.

## Ökologie
Ähnlich wie beim Heiterwanger See belegen auch beim Plansee die geringen Biomassen von Schwebealgen und die hohen Sichttiefen (bis zu 15 m, im Jahresmittel 2012 7,25 m) Nährstoffarmut und damit einen stabilen oligotrophen Zustand. Die Badewasserqualität wurde 2013 als ausgezeichnet bewertet. Trotz der hohen Wasserqualität wird der ökologische Gesamtzustand aufgrund der Seespiegelschwankungen durch den Kraftwerksbetrieb nur als mäßig beurteilt.
Zu den im Plansee vorkommenden Fischarten zählen Äsche, Bachforelle, Elritze, Flussbarsch, Gründling, Karpfen, Koppe, Regenbogenforelle, Renke, Rotauge, Schleie, Seeforelle und Seesaibling.
Für Wasservögel ist der Plansee im Gegensatz zum Heiterwanger See unbedeutend. Das große, isolierte Vorkommen des Dohlenkrebses geht vermutlich auf künstlichen Besatz, möglicherweise aus Norditalien, zurück.

## Nutzung

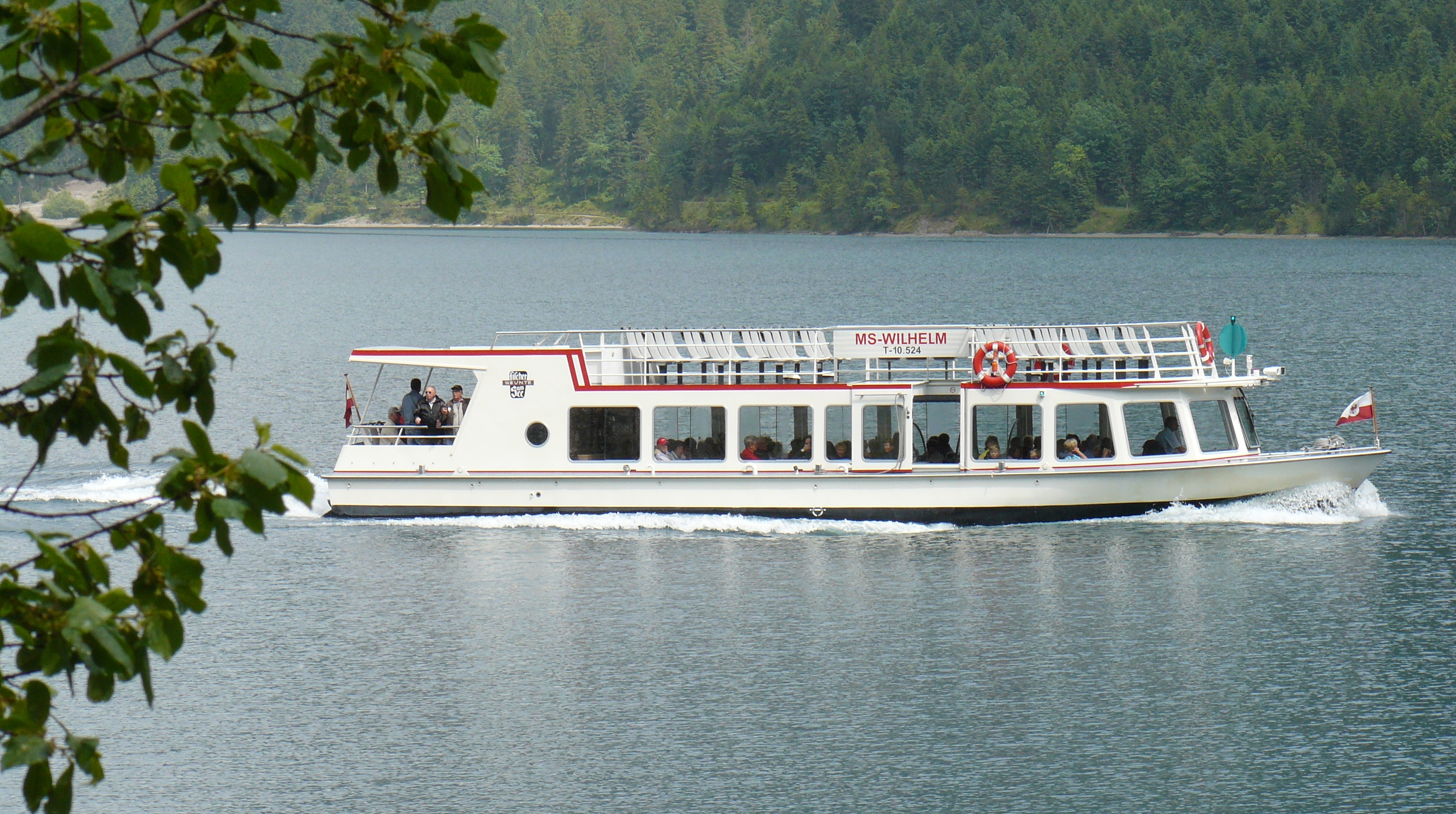
MS Wilhelm auf dem Plansee

Der See wird zusammen mit dem Heiterwanger See von den Elektrizitätswerken Reutte als Speicher genutzt, im Winterhalbjahr wird der Wasserspiegel um bis zu 5 m abgesenkt. Der nutzbare Speicherinhalt beträgt 20,8 Millionen m³.
Auf Plan- und Heiterwanger See verkehrt eine der höchstgelegenen kommerziellen Schifffahrtslinien in Österreich, die von Ende Mai bis in den Herbst Rundfahrten anbietet. Zustiegsstellen sind bei den drei Hotels Forelle, Seespitze und Fischer am See.
Der See wird im Sommer zum Baden und für verschiedene Wassersportarten wie Surfen, Segeln, Tauchen und zum Fischen sowie im Winter zum Eislaufen und Eisstockschießen genutzt. In der gleichnamigen Ortschaft Plansee (Gemeinde Breitenwang) existieren ein Campingplatz, das Hotel Forelle, eine Alpe mit Schaukäserei und Restaurant sowie eine planmäßig angesteuerte Schiffsanlegestelle.